# Amyris polymorpha
Amyris polymorpha là một loài thực vật có hoa thuộc họ cam chanh, Rutaceae, là loài đặc hữu của Cuba.